# Championnat du Portugal de football de deuxième division 2020-2021
 (juin 2021).
Navigation
Saison précédente Saison suivante
La saison 2020–2021 du Championnat du Portugal de football D2, ou Liga Portugal 2 SABSEG, est la 31e édition du championnat de deuxième division professionnelle portugaise.
Dix-huit équipes s'affrontent selon le principe des matches aller et retour au fil de trente-quatre journées. À l'issue de la saison, le champion et son dauphin sont directement promus en Liga NOS. Les équipes terminant à la 17e et 18e place sont reléguées en Liga 3 (D3). Nouveauté à compter de cette saison, la 3e place donne désormais accès à un play-off en match aller-retour contre le 16e de Liga NOS. À noter que les équipes réserves (ou "B") ne sont pas éligibles à la promotion en division supérieure.
En raison d'irrégularités administratives, le Vitória FC et le CD Aves, respectivement 16e et 18e de la dernière édition de Liga NOS, ont été directement rétrogradé de Liga NOS au Campeonato de Portugal. Par conséquent, les deux équipes reléguées de l'édition précédente de LigaPro (CD Cova da Piedade et Casa Pia AC) ont été invitées à rester en deuxième division.
La Ligue Portugaise annonce courant octobre 2020 un partenariat avec la société d'assurances SABSEG Seguros.

## Participants
| \| Académica Ac. Viseu FC Arouca Benfica B Casa Pia GD Chaves Cova SC Covilhã Estoril CD Feirense Leixões SC CD Mafra UD Oliveirense FC Penafiel FC Porto B Varzim SC UD Vilafranquense FC Vizela \| Clubs participants du Portugal Continental. |
| Académica Ac. Viseu FC Arouca Benfica B Casa Pia GD Chaves Cova SC Covilhã Estoril CD Feirense Leixões SC CD Mafra UD Oliveirense FC Penafiel FC Porto B Varzim SC UD Vilafranquense FC Vizela                                                   |

| Club                 | Se maintient depuis | Classement 2019-2020 | Entraîneur          | Depuis | Stade                         | Capacité théorique | Ville                |
| -------------------- | ------------------- | -------------------- | ------------------- | ------ | ----------------------------- | ------------------ | -------------------- |
| Académica de Coimbra | 2016                | 7e                   | Rui Borges          | 2020   | Cidade de Coimbra             | 29 744             | Coimbra              |
| Académico de Viseu   | 2013                | 8e                   | Zé Gomes            | 2021   | Estádio do Fontelo            | 8 046              | Viseu                |
| FC Arouca            | 2020                | 2e (D3)              | Armando Evangelista | 2020   | Municipal de Arouca           | 5 600              | Arouca               |
| SL Benfica B         | 2012                | 15e                  | Nélson Veríssimo    | 2020   | Caixa Futebol Campus          | 2 708              | Seixal               |
| Casa Pia AC          | 2019                | 18e (D2)             | Filipe Martins      | 2020   | Pina Manique                  | 2 574              | Lisbonne             |
| GD Chaves            | 2019                | 12e                  | Vítor Campelos      | 2021   | Eng.° Manuel Branco Teixeira  | 8 400              | Chaves               |
| CD Cova da Piedade   | 2016                | 17e (D2)             | Miguel Leal         | 2021   | Municipal José Martins Vieira | 3 500              | Cova da Piedade      |
| SC Covilhã           | 2008                | 11e                  | José Bizarro        | 2021   | José dos Santos Pinto         | 2 055              | Covilhã              |
| GD Estoril Praia     | 2018                | 4e                   | Bruno Pinheiro      | 2020   | António Coimbra da Mota       | 8 000              | Estoril - Cascais    |
| CD Feirense          | 2019                | 3e                   | Rui Ferreira        | 2021   | Marcolino de Castro           | 5 401              | Santa Maria da Feira |
| Leixões SC           | 2010                | 9e                   | José Mota           | 2021   | Estádio do Mar                | 9 821              | Matosinhos           |
| CD Mafra             | 2018                | 5e                   | Ricardo Sousa       | 2021   | Doutor Mário Silveira         | 3 000              | Mafra                |
| UD Oliveirense       | 2017                | 10e                  | Raúl Oliveira       | 2020   | Estádio Carlos Osório         | 1 435              | Oliveira de Azeméis  |
| FC Penafiel          | 2015                | 14e                  | Pedro Ribeiro       | 2020   | Municipal 25 de abril         | 5 230              | Penafiel             |
| FC Porto B           | 2012                | 13e                  | António Folha       | 2021   | Municipal Dr.Jorge Sampaio    | 8 272              | Vila Nova de Gaia    |
| Varzim SC            | 2015                | 6e                   | Miguel Leal         | 2020   | Estádio do Varzim SC          | 7 280              | Póvoa de Varzim      |
| UD Vilafranquense    | 2019                | 16e                  | Carlos Pinto        | 2021   | Campo do Cevadeiro            | 2 270              | Vila Franca de Xira  |
| FC Vizela            | 2020                | 1er (D3)             | Álvaro Pacheco      | 2019   | Estádio do FC Vizela          | 6 000              | Vizela               |

### Changements d'entraîneur
| Club                 | Entraîneur partant  | Motif du départ     | Date de départ    | Position   | Entraîneur arrivant | Date d'arrivée    |
| -------------------- | ------------------- | ------------------- | ----------------- | ---------- | ------------------- | ----------------- |
| FC Arouca            | Henrique Nunes      | Fin de contrat      | 12 mai 2020       | Pré-saison | Armando Evangelista | 16 mai 2020       |
| CD Mafra             | Vasco Seabra        | Fin de contrat      | 06 mai 2020       | Pré-saison | Filipe Cândido      | 20 mai 2020       |
| Leixões SC           | Manuel Cajuda       | Fin de l'intérim    | 09 mai 2020       | Pré-saison | Tiago Fernandes     | 03 juillet 2020   |
| GD Chaves            | César Peixoto       | Consentement mutuel | 11 mai 2020       | Pré-saison | Carlos Pinto        | 18 mai 2020       |
| UD Vilafranquense    | Armando Evangelista | Fin de contrat      | 13 mai 2020       | Pré-saison | Quim Machado        | 26 mai 2020       |
| FC Penafiel          | Miguel Leal         | Consentement mutuel | 23 juin 2020      | Pré-saison | Pedro Ribeiro       | 23 juin 2020      |
| GD Estoril Praia     | Pedro Duarte        | Fin de contrat      | 22 juin 2020      | Pré-saison | Bruno Pinheiro      | 26 juin 2020      |
| CD Cova da Piedade   | João Alves          | Fin de contrat      | 07 juillet 2020   | Pré-saison | Toni Pereira        | 07 juillet 2020   |
| Académica de Coimbra | João Carlos Pereira | Consentement mutuel | 12 juillet 2020   | Pré-saison | Rui Borges          | 12 juillet 2020   |
| Académico de Viseu   | Rui Borges          | Consentement mutuel | 11 juillet 2020   | Pré-saison | Sérgio Boris        | 17 juillet 2020   |
| Casa Pia AC          | Ricardo Peres       | Consentement mutuel | 01 septembre 2020 | Pré-saison | Filipe Martins      | 01 septembre 2020 |
| Leixões SC           | Tiago Fernandes     | Consentement mutuel | 05 octobre 2020   | 17e        | João Eusébio        | 05 octobre 2020   |

## Classement
Le classement est calculé avec le barème de points suivant : une victoire vaut trois points, un match nul vaut un point et une défaite ne rapporte aucun point.
En cas d'égalité au nombre de points, les équipes sont départagées selon les critères suivants et dans l'ordre suivant :
1. Nombre de points lors des face-à-face
2. Différence de buts lors des face-à-face
3. Nombre de buts marqués sur le terrain de l'adversaire lors des face-à-face
4. Différence de buts générale
5. Plus grand nombre de victoires au classement général
6. Nombre de buts marqués au classement général

| Rang | Équipe                | Pts | J  | G  | N  | P  | Bp | Bc | Diff |
| ---- | --------------------- | --- | -- | -- | -- | -- | -- | -- | ---- |
| 1    | GD Estoril Praia      | 70  | 34 | 20 | 10 | 4  | 55 | 26 | +29  |
| 2    | FC Vizela P           | 66  | 34 | 18 | 12 | 4  | 59 | 35 | +24  |
| 3    | FC Arouca P           | 65  | 34 | 19 | 8  | 7  | 45 | 25 | +20  |
| 4    | Académica de Coimbra  | 62  | 34 | 17 | 11 | 6  | 46 | 30 | +16  |
| 5    | CD Feirense           | 58  | 34 | 17 | 7  | 10 | 48 | 33 | +15  |
| 6    | GD Chaves             | 57  | 34 | 16 | 9  | 9  | 46 | 36 | +10  |
| 7    | FC Penafiel           | 46  | 34 | 12 | 10 | 12 | 42 | 42 | 0    |
| 8    | SL Benfica B          | 44  | 34 | 12 | 8  | 14 | 52 | 43 | +9   |
| 9    | Casa Pia AC           | 43  | 34 | 10 | 13 | 11 | 41 | 46 | -5   |
| 10   | Leixões SC            | 40  | 34 | 10 | 10 | 14 | 35 | 43 | -8   |
| 11   | SC Covilhã            | 37  | 34 | 8  | 13 | 13 | 36 | 42 | -6   |
| 12   | CD Mafra              | 37  | 34 | 9  | 10 | 15 | 35 | 48 | -13  |
| 13   | CD Cova da Piedade    | 37  | 34 | 8  | 13 | 13 | 39 | 48 | -9   |
| 14   | Académico de Viseu FC | 36  | 34 | 9  | 9  | 16 | 32 | 45 | -13  |
| 15   | Varzim SC             | 33  | 34 | 9  | 6  | 19 | 26 | 44 | -18  |
| 16   | FC Porto B            | 32  | 34 | 7  | 11 | 16 | 45 | 52 | -7   |
| 17   | UD Vilafranquense     | 31  | 34 | 5  | 16 | 13 | 34 | 54 | -20  |
| 18   | UD Oliveirense        | 31  | 34 | 7  | 10 | 17 | 25 | 49 | -24  |

| Légende : Promotions et relégations | Légende : Promotions et relégations        |
| ----------------------------------- | ------------------------------------------ |
|                                     | Promotion en Liga NOS 2021-2022            |
|                                     | Barrage de promotion en Liga NOS 2021-2022 |
|                                     | Relégué en 3e division                     |
|                                     | Équipe réserve ne pouvant pas être promue  |
|                                     | P : Promu de 3e division 2019-2020         |

### Matchs
| Résultats (▼dom., ►ext.)                                   | Aca | AcV | Aro | BenB | CaP | Cha | CdP | Cov | Est | Fei | Lei | Maf | Oli | Pen | PorB | Var | Vil | Viz |
| Académica                                                  |     | 2-1 | 0-1 | 1-0  | 1-1 | 2-1 | 2-1 | 2-1 | 1-0 | 0-1 | 1-1 | 1-0 | 3-0 | 2-1 | 1-1  | 1-2 | 2-2 | 1-3 |
| Académico Viseu                                            | 0-0 |     | 0-4 | 2-1  | 1-1 | 2-1 | 0-2 | 3-2 | 0-2 | 0-1 | 1-1 | 2-0 | 1-2 | 0-0 | 1-0  | 0-1 | 1-2 | 1-3 |
| FC Arouca                                                  | 0-2 | 1-1 |     | 1-0  | 2-1 | 3-1 | 2-1 | 1-0 | 1-0 | 1-0 | 0-0 | 0-0 | 3-0 | 0-1 | 2-3  | 0-0 | 3-0 | 2-1 |
| Benfica B                                                  | 2-2 | 0-1 | 3-1 |      | 2-0 | 3-4 | 0-1 | 1-1 | 0-1 | 2-0 | 2-1 | 2-0 | 4-0 | 2-2 | 2-1  | 1-0 | 3-2 | 1-1 |
| Casa Pia AC                                                | 0-3 | 0-0 | 1-1 | 0-6  |     | 1-2 | 2-1 | 0-1 | 0-2 | 0-1 | 1-1 | 2-0 | 2-0 | 3-3 | 2-1  | 3-0 | 3-0 | 1-1 |
| GD Chaves                                                  | 2-1 | 2-1 | 2-1 | 0-0  | 1-2 |     | 1-0 | 2-0 | 0-2 | 0-1 | 3-1 | 1-1 | 0-2 | 2-1 | 1-1  | 0-0 | 0-0 | 2-2 |
| Cova da Piedade                                            | 0-0 | 0-2 | 0-2 | 2-3  | 4-0 | 1-1 |     | 1-0 | 2-3 | 0-0 | 2-0 | 0-4 | 0-0 | 2-3 | 1-1  | 2-1 | 1-1 | 1-1 |
| SC Covilhã                                                 | 1-1 | 2-1 | 1-2 | 1-1  | 0-0 | 1-2 | 1-3 |     | 3-2 | 0-2 | 0-0 | 2-2 | 1-0 | 0-2 | 4-0  | 2-1 | 2-2 | 0-0 |
| Estoril Praia                                              | 1-2 | 3-0 | 1-0 | 3-2  | 1-1 | 1-1 | 5-1 | 0-0 |     | 3-3 | 1-0 | 1-0 | 3-0 | 3-1 | 1-1  | 1-0 | 3-1 | 2-2 |
| CD Feirense                                                | 1-0 | 1-1 | 0-1 | 2-0  | 2-1 | 0-4 | 1-1 | 0-0 | 0-1 |     | 3-1 | 3-1 | 4-1 | 0-1 | 2-0  | 1-0 | 2-1 | 1-2 |
| Leixões SC                                                 | 1-2 | 2-1 | 0-1 | 3-2  | 2-2 | 1-0 | 1-1 | 0-0 | 0-1 | 1-4 |     | 0-2 | 1-1 | 2-0 | 2-0  | 3-1 | 2-0 | 0-4 |
| CD Mafra                                                   | 2-2 | 1-0 | 0-1 | 2-1  | 0-4 | 1-2 | 1-1 | 2-2 | 1-1 | 2-1 | 1-1 |     | 2-2 | 1-0 | 0-4  | 3-1 | 0-1 | 2-0 |
| UD Oliveirense                                             | 0-0 | 2-1 | 1-2 | 0-2  | 0-1 | 0-1 | 0-0 | 1-2 | 0-1 | 1-0 | 2-1 | 0-0 |     | 2-1 | 2-2  | 1-1 | 2-2 | 0-3 |
| FC Penafiel                                                | 1-2 | 1-2 | 2-2 | 2-0  | 1-1 | 1-0 | 2-2 | 1-0 | 0-0 | 2-2 | 1-0 | 3-1 | 1-0 |     | 0-0  | 1-2 | 1-2 | 1-2 |
| FC Porto B                                                 | 1-2 | 2-3 | 0-3 | 1-1  | 1-1 | 1-2 | 5-1 | 2-1 | 2-2 | 4-2 | 1-2 | 1-2 | 1-2 | 1-2 |      | 0-1 | 2-1 | 4-1 |
| Varzim SC                                                  | 0-1 | 1-1 | 0-0 | 2-1  | 0-1 | 1-3 | 1-3 | 1-2 | 0-2 | 0-2 | 0-1 | 2-0 | 1-0 | 1-2 | 1-0  |     | 1-1 | 0-3 |
| UD Vilafranquense                                          | 0-0 | 1-1 | 2-0 | 2-2  | 2-2 | 0-1 | 0-0 | 2-2 | 0-1 | 0-4 | 0-2 | 2-1 | 0-0 | 0-0 | 1-1  | 1-3 |     | 1-1 |
| FC Vizela                                                  | 1-3 | 1-0 | 1-1 | 1-0  | 3-1 | 1-1 | 2-1 | 2-1 | 1-1 | 1-1 | 2-1 | 2-0 | 2-1 | 3-1 | 0-0  | 1-0 | 5-2 |     |
| - Victoire à domicile - Match nul - Victoire à l'extérieur |     |     |     |      |     |     |     |     |     |     |     |     |     |     |      |     |     |     |

À la suite de l'utilisation irrégulière d'un joueur de l'UD Vilafranquense (Rodrigo Rodrigues) lors de la rencontre Académica de Coimbra 0-0 UD Vilafranquense de la 26e journée, le 28 mars 2021, le Conseil de Justice a ordonné la répétition du match qui aura lieu le 19 mai 2021 (2-2 score final).

#### Barrage de promotion/relégation
Le barrage de promotion/relégation se déroule sur deux matchs et oppose le 16e de Liga NOS au 3e de Liga Portugal 2 SABSEG. Le vainqueur de ce barrage obtient une place pour la Liga NOS 2021-2022 tandis que le perdant disputera la Liga Portugal 2 SABSEG 2021-2022.
| Match aller                      | FC Arouca (D2)                                  | 3 - 0   | (D1) Rio Ave FC                                            | Estádio Municipal de Arouca, Arouca                                          |                                                                              |
| Mercredi 26 mai 2021 21h45 UTC+0 | Pité 43e · Sema Velázquez 58e · André Silva 74e | (1 - 0) |                                                            | Spectateurs : 0 (huis clos) Diffuseur : Sport TV 2 Arbitrage : João Pinheiro | Spectateurs : 0 (huis clos) Diffuseur : Sport TV 2 Arbitrage : João Pinheiro |
| Mercredi 26 mai 2021 21h45 UTC+0 | Arsénio 73e · André Silva 78e                   |         | 33e Filipe Augusto · 63e Aderllan Santos · 69e Gelson Dala | Spectateurs : 0 (huis clos) Diffuseur : Sport TV 2 Arbitrage : João Pinheiro | Spectateurs : 0 (huis clos) Diffuseur : Sport TV 2 Arbitrage : João Pinheiro |

| Match retour                     | Rio Ave FC (D1)                                     | 0 - 2   | (D2) FC Arouca                                                                    | Estádio do Rio Ave FC, Vila do Conde                                     |                                                                          |
| Dimanche 30 mai 2021 19h00 UTC+0 |                                                     | (0 - 1) | 32e Arsénio · 59e Sema Velázquez                                                  | Spectateurs : 0 (huis clos) Diffuseur : Sport TV Arbitrage : Hugo Miguel | Spectateurs : 0 (huis clos) Diffuseur : Sport TV Arbitrage : Hugo Miguel |
| Dimanche 30 mai 2021 19h00 UTC+0 | Ryotaro Meshino 79e · Nélson Monte 85e · Pelé 90+3e |         | 32e Joel Ferreira · 37e Thales Oleques · 65e Lawrence Ofori · 90+4e Adílio Santos | Spectateurs : 0 (huis clos) Diffuseur : Sport TV Arbitrage : Hugo Miguel | Spectateurs : 0 (huis clos) Diffuseur : Sport TV Arbitrage : Hugo Miguel |

### Évolution du classement
| → Journées     | 1  | 2  | 3  | 4  | 5  | 6  | 7  | 8  | 9  | 10 | 11 | 12 | 13 | 14 | 15 | 16 | 17 | 18 | 19 | 20 | 21 | 22 | 23 | 24 | 25 | 26 | 27 | 28 | 29 | 30 | 31 | 32 | 33 | 34 |
| Équipe         |    |    |    |    |    |    |    |    |    |    |    |    |    |    |    |    |    |    |    |    |    |    |    |    |    |    |    |    |    |    |    |    |    |    |
| -------------- | -- | -- | -- | -- | -- | -- | -- | -- | -- | -- | -- | -- | -- | -- | -- | -- | -- | -- | -- | -- | -- | -- | -- | -- | -- | -- | -- | -- | -- | -- | -- | -- | -- | -- |
| Académica      | 9  | 6  | 9  | 11 | 6  | 5  | 5  | 2  | 3  | 3  | 2  | 2  | 3  | 2  | 2  | 2  | 2  | 2  | 1  | 1  | 3  | 3  | 3  | 3  | 3  | 4  | 4  | 4  | 4  | 3  | 5  | 5  | 4  | 4  |
| Aca. Viseu     | 9  | 16 | 17 | 18 | 18 | 18 | 16 | 17 | 17 | 17 | 17 | 15 | 12 | 13 | 15 | 16 | 16 | 16 | 14 | 16 | 16 | 16 | 16 | 13 | 13 | 14 | 13 | 14 | 14 | 13 | 13 | 14 | 14 | 14 |
| FC Arouca      | 15 | 14 | 14 | 14 | 10 | 6  | 6  | 6  | 5  | 5  | 5  | 5  | 6  | 7  | 8  | 7  | 9  | 7  | 7  | 7  | 5  | 5  | 5  | 6  | 6  | 6  | 6  | 6  | 6  | 5  | 3  | 3  | 3  | 3  |
| Benfica B      | 2  | 1  | 2  | 6  | 9  | 13 | 14 | 16 | 13 | 10 | 12 | 13 | 15 | 10 | 12 | 11 | 12 | 12 | 10 | 10 | 8  | 10 | 8  | 11 | 9  | 9  | 9  | 9  | 9  | 9  | 7  | 8  | 9  | 8  |
| Casa Pia       | 7  | 15 | 16 | 17 | 13 | 10 | 9  | 10 | 10 | 9  | 8  | 8  | 9  | 9  | 9  | 9  | 7  | 8  | 8  | 9  | 10 | 9  | 10 | 8  | 8  | 8  | 8  | 7  | 8  | 8  | 9  | 9  | 8  | 9  |
| GD Chaves      | 9  | 13 | 8  | 4  | 3  | 3  | 3  | 5  | 6  | 7  | 7  | 7  | 7  | 5  | 6  | 6  | 5  | 6  | 6  | 6  | 7  | 7  | 6  | 5  | 5  | 5  | 5  | 3  | 3  | 6  | 6  | 6  | 6  | 6  |
| Cova Pied.     | 18 | 10 | 11 | 12 | 16 | 12 | 8  | 9  | 11 | 13 | 10 | 10 | 10 | 11 | 13 | 14 | 15 | 14 | 12 | 13 | 13 | 15 | 15 | 15 | 16 | 13 | 14 | 13 | 12 | 12 | 14 | 13 | 13 | 11 |
| SC Covilhã     | 15 | 17 | 18 | 15 | 14 | 15 | 11 | 7  | 8  | 8  | 11 | 11 | 11 | 12 | 11 | 12 | 10 | 11 | 13 | 12 | 11 | 12 | 12 | 12 | 12 | 11 | 11 | 12 | 13 | 14 | 12 | 12 | 11 | 13 |
| Estoril Praia  | 4  | 9  | 4  | 3  | 2  | 2  | 1  | 4  | 1  | 1  | 1  | 1  | 1  | 1  | 1  | 1  | 1  | 1  | 2  | 2  | 1  | 1  | 1  | 1  | 1  | 1  | 1  | 1  | 1  | 1  | 1  | 1  | 1  | 1  |
| CD Feirense    | 9  | 4  | 3  | 2  | 4  | 4  | 4  | 3  | 4  | 4  | 3  | 3  | 2  | 3  | 3  | 3  | 3  | 3  | 3  | 3  | 2  | 2  | 2  | 2  | 2  | 3  | 3  | 5  | 5  | 4  | 4  | 4  | 5  | 5  |
| Leixões SC     | 7  | 12 | 15 | 16 | 17 | 14 | 15 | 11 | 12 | 14 | 14 | 12 | 14 | 15 | 10 | 10 | 11 | 10 | 11 | 11 | 12 | 11 | 11 | 10 | 11 | 12 | 12 | 11 | 10 | 10 | 10 | 10 | 10 | 10 |
| CD Mafra       | 1  | 2  | 1  | 1  | 1  | 1  | 2  | 1  | 2  | 2  | 4  | 4  | 5  | 6  | 7  | 8  | 8  | 9  | 9  | 8  | 9  | 8  | 9  | 9  | 10 | 10 | 10 | 10 | 11 | 11 | 11 | 11 | 12 | 12 |
| Oliveirense    | 14 | 7  | 10 | 8  | 11 | 8  | 10 | 12 | 14 | 16 | 16 | 17 | 17 | 17 | 16 | 15 | 14 | 15 | 16 | 14 | 14 | 14 | 14 | 16 | 15 | 18 | 17 | 17 | 16 | 15 | 17 | 18 | 17 | 18 |
| FC Penafiel    | 4  | 8  | 12 | 7  | 5  | 7  | 7  | 8  | 7  | 6  | 6  | 6  | 4  | 4  | 5  | 5  | 6  | 5  | 5  | 5  | 6  | 6  | 7  | 7  | 7  | 7  | 7  | 8  | 7  | 7  | 8  | 7  | 7  | 7  |
| FC Porto B     | 15 | 5  | 7  | 10 | 8  | 11 | 13 | 14 | 16 | 15 | 15 | 14 | 16 | 16 | 17 | 17 | 17 | 18 | 18 | 18 | 18 | 18 | 18 | 18 | 18 | 16 | 18 | 18 | 18 | 18 | 16 | 17 | 15 | 16 |
| Varzim SC      | 4  | 3  | 6  | 9  | 12 | 16 | 18 | 18 | 18 | 18 | 18 | 18 | 18 | 18 | 18 | 18 | 18 | 17 | 17 | 17 | 17 | 17 | 17 | 17 | 17 | 15 | 16 | 16 | 17 | 17 | 15 | 15 | 18 | 15 |
| Vilafranquense | 13 | 18 | 13 | 13 | 15 | 17 | 17 | 15 | 15 | 12 | 13 | 16 | 13 | 14 | 14 | 13 | 13 | 13 | 15 | 15 | 15 | 13 | 13 | 14 | 14 | 17 | 15 | 15 | 15 | 16 | 18 | 16 | 16 | 17 |
| FC Vizela      | 3  | 10 | 5  | 5  | 7  | 9  | 12 | 13 | 9  | 11 | 9  | 9  | 8  | 8  | 4  | 4  | 4  | 4  | 4  | 4  | 4  | 4  | 4  | 4  | 4  | 2  | 2  | 2  | 2  | 2  | 2  | 2  | 2  | 2  |

En gras et italique, les équipes comptant un match en retard.
Équipes classées ex æquo selon tous les points du règlement :
1. ↑  Cova da Piedade et Vizela tous les deux à la 10e place du classement après la 2e journée ;

## Statistiques

### Buts marqués par journée
Ce graphique représente le nombre de buts marqués lors de chaque journée.
* indique que toutes les rencontres de la journée n'ont pas encore été disputées.

### Meilleurs buteurs
Dernière mise à jour : 23 mai 2021
| Rang | Joueur           | Club                 | Buts | Matchs | Minutes |
| ---- | ---------------- | -------------------- | ---- | ------ | ------- |
| 1    | Cassiano         | FC Vizela            | 16   | 34     | 2386    |
| 2    | Mohamed Bouldini | Académica de Coimbra | 13   | 29     | 2338    |
| 3    | Yakubu Aziz      | GD Estoril Praia     | 12   | 28     | 1965    |
| 4    | João Vieira      | FC Penafiel          | 12   | 32     | 2453    |
| 5    | Gonçalo Ramos    | SL Benfica B         | 11   | 12     | 940     |
| 6    | Abraham Marcus   | CD Feirense          | 11   | 26     | 1807    |
| 7    | Henrique Araújo  | SL Benfica B         | 11   | 28     | 2235    |
| 8    | Malik Abubakari  | Casa Pia AC          | 11   | 32     | 2253    |
| 9    | Fabrício Simões  | CD Feirense          | 10   | 33     | 2002    |
| 10   | Nenê             | Leixões SC           | 10   | 34     | 2272    |

### Récompenses mensuelles
Le tableau suivant récapitule les différents vainqueurs des titres honorifiques d'entraîneur, de joueur et de but du mois.
| Mois     | Joueur du mois | Joueur du mois   | Entraîneur du mois  | Entraîneur du mois | But du mois         | But du mois          |
| Mois     | Joueur         | Club             | Entraîneur          | Club               | Joueur              | Club                 |
| -------- | -------------- | ---------------- | ------------------- | ------------------ | ------------------- | -------------------- |
| Octobre  | Gonçalo Ramos  | SL Benfica B     | Filipe Cândido      | CD Mafra           | Leandro Antunes     | UD Vilafranquense    |
| Novembre | Yakubu Aziz    | GD Estoril Praia | Bruno Pinheiro      | GD Estoril Praia   | Bruno César         | FC Penafiel          |
| Décembre | Miguel Crespo  | GD Estoril Praia | Bruno Pinheiro      | GD Estoril Praia   | Kiki Afonso         | FC Vizela            |
| Janvier  | Abraham Marcus | CD Feirense      | Álvaro Pacheco      | FC Vizela          | Hugo Domingos Gomes | GD Estoril Praia     |
| Février  | Fábio Samuel   | FC Vizela        | Filipe Rocha        | CD Feirense        | João Traquina       | Académica de Coimbra |
| Mars     | Fábio Samuel   | FC Vizela        | Álvaro Pacheco      | FC Vizela          | Joca                | Leixões SC           |
| Avril    | Cassiano       | FC Vizela        | Armando Evangelista | FC Arouca          | André Claro         | UD Vilafranquense    |
| Mai      |                |                  |                     |                    | Platiny             | CD Feirense          |

### Meilleurs de la saison
Ce tableau liste les vainqueurs des trophées récompensant les meilleurs de la saison.
| Joueur de la saison | Joueur de la saison | Jeune joueur de la saison | Jeune joueur de la saison | Gardien de la saison | Gardien de la saison | Entraîneur de la saison | Entraîneur de la saison | But de l'année | But de l'année | But de l'année     |
| Joueur              | Club                | Joueur                    | Club                      | Joueur               | Club                 | Entraîneur              | Club                    | Joueur         | Club           | contre             |
| ------------------- | ------------------- | ------------------------- | ------------------------- | -------------------- | -------------------- | ----------------------- | ----------------------- | -------------- | -------------- | ------------------ |
| Miguel Crespo       | GD Estoril Praia    | André Vidigal             | GD Estoril Praia          | Daniel Figueira      | GD Estoril Praia     | Álvaro Pacheco          | FC Vizela               | Joca           | Leixões SC     | SL Benfica B (J25) |